# Lucha libre

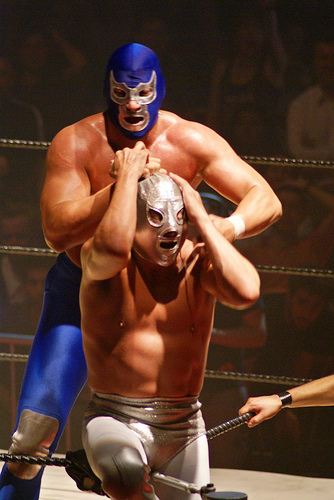
Pojedynek luchadorów – Blue Demon Jr. (z tyłu) i El Hijo del Santo (z przodu)

Lucha libre – odmiana wrestlingu, która rozwinęła się w Meksyku. Wyróżnia się przede wszystkim tym, że wrestlerzy, zwani luchadorami, chronią swoją tożsamość osobistą nosząc maski i występują pod nieprawdziwym imieniem. Maski są kreowane na symbol tożsamości i godności wrestlera. Jej utrata, na przykład w walce typu mask vs. mask, jest odbierana jako upadek luchadora i często koniec jego kariery. Maska może zostać przekazana, na przykład ojciec może oddać swoją maskę synowi, który też jest luchadorem. Niektórzy zawodnicy noszą maski w miejscach publicznych nawet poza wydarzeniami związanymi z wrestlingiem.
Luchadorowie zazwyczaj są niscy. Ich styl walki opiera się na szybkości, zwinności, akrobacjach i atakach z powietrza. W czasie walk często dochodzi do skomplikowanych kombinacji ataków, uników i kontrataków następujących po sobie w szybkim tempie.
Popularni luchadorowie będący odpowiednikami face’ów nazywani są técnico. Reprezentują oni bohaterów, takich jak azteccy wojownicy, święci chrześcijańscy i superbohaterowie z komiksu. Walczą oni dla ludu – robotników, farmerów i biednych. Odpowiednikiem heelów są rudo, którzy reprezentują aktualne problemy meksykańskiego społeczeństwa. Mogą oni być na przykład skorumpowanymi politykami, nieuczciwymi policjantami lub handlarzami narkotyków.
Mistrzostwa w lucha libre są podzielone na kategorie wagowe. Kategorie są ustanawiane osobno w każdej lidze, ale najczęstszy podział to: waga lekka, półśrednia, półciężka i ciężka.
Wyliczenie zwykle następuje po odliczeniu przez sędziego do dwudziestu. Manewr piledriver jest zakazany, a jego użycie skutkuje dyskwalifikacją. Luchador może się w każdej chwili poddać poprzez deklarację lub symboliczne machanie ręką. Sędzia może też przerwać walkę i ogłosić jednego z zawodników zwycięzcą, jeśli ten ma wyraźną przewagę nad przeciwnikiem – ta zasada nazywana jest exceso de rudezas.
Bardzo popularne w lucha libre są walki tag teamów. Jednak w przeciwieństwie do tradycyjnych pojedynków tego typu, luchadorowie z tej samej drużyny nie muszą się dotykać, aby zamienić się miejscami. Wystarczy, że jeden z nich wypadnie z ringu. Wyróżnia się też walki zwane Relevos Australianos, w których udział biorą dwie trzyosobowe drużyny. Każda z nich ma swojego kapitana. Aby wygrać, tag team musi przypiąć dwóch członków lub kapitana drużyny przeciwnej. Do tego typu walk zwykle wyznacza się dwóch sędziów – jednego técnico, i jednego rudo.